# Malajzia az 1964. évi nyári olimpiai játékokon
Malajzia a japán Tokióban megrendezett 1964. évi nyári olimpiai játékok egyik részt vevő nemzete volt. Az országot az olimpián 10 sportágban 61 sportoló képviselte, akik érmet nem szereztek.

## Atlétika
Férfi
| Versenyző                                                              | Versenyszám     | Előfutam | Előfutam | Előfutam | Negyeddöntő | Negyeddöntő | Negyeddöntő | Elődöntő | Elődöntő | Elődöntő | Döntő   | Döntő    |
| Versenyző                                                              | Versenyszám     | Idő      | Hely.    | Össz.    | Idő         | Hely.       | Össz.       | Idő      | Hely.    | Össz.    | Idő     | Helyezés |
| ---------------------------------------------------------------------- | --------------- | -------- | -------- | -------- | ----------- | ----------- | ----------- | -------- | -------- | -------- | ------- | -------- |
| Mani Jegathesan                                                        | 100 m           | 10,60    | 3.       | 19.**    | 10,62       | 5.          | 25.         | kiesett  | kiesett  | kiesett  | kiesett | kiesett  |
| Mani Jegathesan                                                        | 200 m           | 20,99    | 2.       | 4.       | 21,40       | 3.          | 12.*        | 21,26    | 8.       | 15.      | kiesett | kiesett  |
| Ramasamy Subramaniam                                                   | 800 m           | 1:58,5   | 8.       | 45.      |             |             |             | kiesett  | kiesett  | kiesett  | kiesett | kiesett  |
| Ramasamy Subramaniam                                                   | 1500 m          | 3:59,4   | 10.      | 41.      |             |             |             | kiesett  | kiesett  | kiesett  | kiesett | kiesett  |
| Kuda Ditta                                                             | 110 m gát       | 15,17    | 6.       | 32.      |             |             |             | kiesett  | kiesett  | kiesett  | kiesett | kiesett  |
| Karu Selvaratnam                                                       | 400 m gát       | 53,8     | 7.       | 30.*     |             |             |             | kiesett  | kiesett  | kiesett  | kiesett | kiesett  |
| Dilbagh Singh Kler                                                     | 3000 m akadály  | 9:18,8   | 10.      | 28.      |             |             |             |          |          |          | kiesett | kiesett  |
| Mazlan Hamzah John Daukom Canagasabai Kunalan Mani Jegathesan          | 4 × 100 m váltó | 41,4     | 6.       | 17.*     |             |             |             | kiesett  | kiesett  | kiesett  | kiesett | kiesett  |
| Karu Selvaratnam Kuda Ditta Mohamed bin Abdul Rahman Victor Asirvatham | 4 × 400 m váltó | 3:17,6   | 6.       | 16.      |             |             |             |          |          |          | kiesett | kiesett  |

| Versenyző            | Versenyszám   | Selejtező | Selejtező | Döntő    | Döntő    |
| Versenyző            | Versenyszám   | Eredmény  | Helyezés  | Eredmény | Helyezés |
| -------------------- | ------------- | --------- | --------- | -------- | -------- |
| Nashatar Singh Sidhu | Gerelyhajítás | 51,63 m   | 25.       | kiesett  | kiesett  |

Női
| Versenyző     | Versenyszám | Előfutam | Előfutam | Előfutam | Elődöntő | Elődöntő | Elődöntő | Döntő   | Döntő    |
| Versenyző     | Versenyszám | Idő      | Hely.    | Össz.    | Idő      | Hely.    | Össz.    | Idő     | Helyezés |
| ------------- | ----------- | -------- | -------- | -------- | -------- | -------- | -------- | ------- | -------- |
| Mary Rajamani | 400 m       | 57,8     | 6.       | 18.      | kiesett  | kiesett  | kiesett  | kiesett | kiesett  |

* - egy másik versenyzővel/váltóval azonos időt ért el

** - két másik versenyzővel azonos időt ért el

## Birkózás
Szabadfogású
| Versenyző      | Versenyszám | 1. forduló                                   | 2. forduló                               | 3. forduló        | 4. forduló        | 5. forduló        | Döntő             | Helyezés    |
| Versenyző      | Versenyszám | Ellenfél Eredmény                            | Ellenfél Eredmény                        | Ellenfél Eredmény | Ellenfél Eredmény | Ellenfél Eredmény | Ellenfél Eredmény | Helyezés    |
| -------------- | ----------- | -------------------------------------------- | ---------------------------------------- | ----------------- | ----------------- | ----------------- | ----------------- | ----------- |
| Liang Soon Hin | 52 kg       | Athanásziosz Zafeirópulosz (GRE) · kétvállas | Said Ali Akbar Heidari (IRI) · kétvállas | kiesett           | kiesett           | kiesett           | kiesett           | helyezetlen |
| Tham Kook Chin | 70 kg       | Enyu Valcsev (BUL) · kétvállas               | Arto Savolainen (FIN) · kétvállas        | kiesett           | kiesett           | kiesett           | kiesett           | helyezetlen |

## Cselgáncs
| Versenyző         | Versenyszám | Csoportkör                                                         | Csoportkör | Negyeddöntő       | Elődöntő          | Döntő             | Helyezés |
| Versenyző         | Versenyszám | Ellenfél Eredmény                                                  | Hely.      | Ellenfél Eredmény | Ellenfél Eredmény | Ellenfél Eredmény | Helyezés |
| ----------------- | ----------- | ------------------------------------------------------------------ | ---------- | ----------------- | ----------------- | ----------------- | -------- |
| Kanapathy Moorthy | Középsúly   | 1. csoport · Rodolfo Pérez (ARG) · V · Bernardo Repuyan (PHI) · GY | 2.         | kiesett           | kiesett           | kiesett           | 9.       |

## Gyeplabda
| Malajziai férfi gyeplabdacsapat-játékoskeret                                                                                              | Malajziai férfi gyeplabdacsapat-játékoskeret |
| --- | --- |
| - Kunaratnam Alagaratnam - Kandiah Anandarajah - Michael Arulraj - Ho Koh Chye - Ranjit Singh Gurdit - Doraisamy Munusamy - Douglas Nonis | - Chelliah Paramalingam - Arumugam Sabapathy - Koh Hock Seng - Manikam Shanmuganathan - Tara Singh Sindhu - Lawrence Van Huizen - Rajaratnam Yogeswaran |

### Eredmények
Csoportkör
B csoport
| Csapat                      | M | Gy | D | V | G+ | G– | Gk  | P  |
| --------------------------- | - | -- | - | - | -- | -- | --- | -- |
| India (IND)                 | 7 | 5  | 2 | 0 | 18 | 4  | +14 | 12 |
| Spanyolország (ESP)         | 7 | 4  | 3 | 0 | 16 | 3  | +13 | 11 |
| Hollandia (NED)             | 7 | 4  | 1 | 2 | 20 | 4  | +16 | 9  |
| Egyesült Német Csapat (EUA) | 7 | 2  | 5 | 0 | 9  | 4  | +5  | 9  |
| Malajzia (MAS)              | 7 | 2  | 2 | 3 | 11 | 13 | –2  | 6  |
| Belgium (BEL)               | 7 | 2  | 2 | 3 | 10 | 13 | –3  | 6  |
| Kanada (CAN)                | 7 | 1  | 0 | 6 | 5  | 25 | –20 | 2  |
| Hongkong (HKG)              | 7 | 0  | 1 | 6 | 3  | 26 | –23 | 1  |

| 1964. október 11. 11:40 | Malajzia (MAS)                   | 4 – 1   | Hongkong (HKG) |  |
| 1964. október 11. 11:40 | Anandarajah 2 Munusamy Hock Seng | (3 – 0) | Monteiro       |  |

| 1964. október 12. 14:15 | Spanyolország (ESP) | 3 – 0   | Malajzia (MAS) |  |
| 1964. október 12. 14:15 | F. Amat 2 Dualde    | (2 – 0) |                |  |

| 1964. október 14. 11:40 | Belgium (BEL)              | 3 – 3   | Malajzia (MAS)           |  |
| 1964. október 14. 11:40 | Miserque Ravinet A. Muschs | (1 – 1) | Paramalingam 2 Hock Seng |  |

| 1964. október 15. 14:15 | Egyesült Német Csapat (EUA) | 0 – 0 | Malajzia (MAS) |  |
| 1964. október 15. 14:15 | (0 – 0)                     |       |                |  |

| 1964. október 17. 10:00 | India (IND)                       | 3 – 1   | Malajzia (MAS) |  |
| 1964. október 17. 10:00 | Prithipal Singh 2 Harbinder Singh | (1 – 0) | Van Huizen     |  |

| 1964. október 18. 10:00 | Hollandia (NED)     | 2 – 0   | Malajzia (MAS) |  |
| 1964. október 18. 10:00 | 't Hooft Vroonhoven | (0 – 0) |                |  |

| 1964. október 19. 10:00 | Malajzia (MAS)                  | 3 – 1   | Kanada (CAN) |  |
| 1964. október 19. 10:00 | Shanmuganathan Nonis Yogeswaran | (1 – 1) | Young        |  |

| Csapat         | Helyezés |
| -------------- | -------- |
| Malajzia (MAS) | 9.       |

## Kerékpározás

### Országúti kerékpározás
| Versenyző                                               | Versenyszám     | Idő                    | Helyezés      |
| ------------------------------------------------------- | --------------- | ---------------------- | ------------- |
| Michael Andrew                                          | Mezőnyverseny   | nem ért célba          | nem ért célba |
| Stephen Lim                                             | Mezőnyverseny   | 4:39:51,83 (+0:00,20)  | 72.           |
| Zain Safar-ud-Din                                       | Mezőnyverseny   | kizárták               | kizárták      |
| Hamid Supaat                                            | Mezőnyverseny   | nem ért célba          | nem ért célba |
| Tjow Choon Boon Ng Joo Pong Arulraj Rosli Choy Mow Thim | Csapat időfutam | 3:11:47,02 (+45:15,83) | 32.           |

### Pálya-kerékpározás
Időfutam
| Versenyző   | Versenyszám  | Idő     | Helyezés |
| ----------- | ------------ | ------- | -------- |
| Ng Joo Pong | Férfi egyéni | 1:20,68 | 24.      |

Üldözőversenyek
| Versenyző                                             | Versenyszám  | Selejtező                                                                                       | Selejtező     | Selejtező     | Negyeddöntő  | Negyeddöntő | Negyeddöntő | Elődöntő     | Elődöntő  | Elődöntő | Döntő        | Döntő     | Helyezés    |
| Versenyző                                             | Versenyszám  | Ellenfél Idő                                                                                    | Saját idő     | Hely.         | Ellenfél Idő | Saját idő   | Hely.       | Ellenfél Idő | Saját idő | Hely.    | Ellenfél Idő | Saját idő | Helyezés    |
| ----------------------------------------------------- | ------------ | ----------------------------------------------------------------------------------------------- | ------------- | ------------- | ------------ | ----------- | ----------- | ------------ | --------- | -------- | ------------ | --------- | ----------- |
| Tjow Choon Boon                                       | Férfi egyéni | Amar Singh Sokhi (IND) · 5:56,98                                                                | lekörözték    | lekörözték    | kiesett      | kiesett     | kiesett     | kiesett      | kiesett   | kiesett  | kiesett      | kiesett   | helyezetlen |
| Ng Joo Pong Arulraj Rosli Kamsari Salam Choy Mow Thim | Férfi csapat | Uruguay (URU) · Oscar Almada · Rubén Etchebarne · Elio Juárez · Juan José Timón · nem ért célba | nem ért célba | nem ért célba | kiesett      | kiesett     | kiesett     | kiesett      | kiesett   | kiesett  | kiesett      | kiesett   | helyezetlen |

## Ökölvívás
| Versenyző            | Versenyszám  | Selejtező         | 32-es főtábla             | Nyolcaddöntő      | Negyeddöntő       | Elődöntő          | Döntő             | Helyezés |
| Versenyző            | Versenyszám  | Ellenfél Eredmény | Ellenfél Eredmény         | Ellenfél Eredmény | Ellenfél Eredmény | Ellenfél Eredmény | Ellenfél Eredmény | Helyezés |
| -------------------- | ------------ | ----------------- | ------------------------- | ----------------- | ----------------- | ----------------- | ----------------- | -------- |
| Jumaat Ibrahim       | Légsúly      |                   | Sulley Shittu (GHA) · KO  | kiesett           | kiesett           | kiesett           | kiesett           | 17.      |
| Gopalan Ramakrishnan | Kisváltósúly | erőnyerő          | Nadimi Dashti (IRI) · RSC | kiesett           | kiesett           | kiesett           | kiesett           | 17.      |

## Sportlövészet
Férfi
| Versenyző      | Versenyszám           | Pont | Helyezés |
| -------------- | --------------------- | ---- | -------- |
| Loh Ah Chee    | Gyorstüzelő pisztoly  | 495  | 52.      |
| Kok Kum Woh    | Szabadpisztoly        | 498  | 49.      |
| Dennis Filmer  | Sportpuska, fekvő     | 574  | 66.      |
| Tang Peng Choi | Sportpuska, fekvő     | 582  | 53.      |
| Wong Foo Wah   | Sportpuska, összetett | 1019 | 52.      |
| Goh Tai Yong   | Trap                  | 178  | 36.      |
| Yap Pow Thong  | Trap                  | 140  | 50.      |

## Súlyemelés
| Versenyző        | Versenyszám | Nyomás                   | Nyomás                   | Szakítás | Szakítás | Lökés    | Lökés    | Összesen | Helyezés |
| Versenyző        | Versenyszám | Eredmény                 | Helyezés                 | Eredmény | Helyezés | Eredmény | Helyezés | Összesen | Helyezés |
| ---------------- | ----------- | ------------------------ | ------------------------ | -------- | -------- | -------- | -------- | -------- | -------- |
| Chua Phung Kim   | 56 kg       | 90,0                     | 17.                      | 95,0     | 12.      | 122,5    | 17.      | 307,5    | 17.      |
| Chung Kum Weng   | 60 kg       | 110,0                    | 8.                       | 92,5     | 17.      | 132,5    | 9.       | 335,0    | 10.      |
| Boo Kim Siang    | 67,5 kg     | 97,5                     | 19.                      | 102,5    | 16.      | 135,0    | 17.      | 335,0    | 19.      |
| Tan Howe Liang   | 75 kg       | 130,0                    | 5.                       | 115,0    | 15.      | 155,0    | 10.      | 400,0    | 10.      |
| Lim Hiang Kok    | 82,5 kg     | érvényes kísérlet nélkül | érvényes kísérlet nélkül | kiesett  | kiesett  | kiesett  | kiesett  | kiesett  | kiesett  |
| Leong Chim Seong | 90 kg       | érvényes kísérlet nélkül | érvényes kísérlet nélkül | kiesett  | kiesett  | kiesett  | kiesett  | kiesett  | kiesett  |

## Úszás
Férfi
| Versenyző                                             | Versenyszám            | Előfutam | Előfutam | Előfutam | Elődöntő | Elődöntő | Elődöntő | Döntő   | Döntő    |
| Versenyző                                             | Versenyszám            | Idő      | Hely.    | Össz.    | Idő      | Hely.    | Össz.    | Idő     | Helyezés |
| ----------------------------------------------------- | ---------------------- | -------- | -------- | -------- | -------- | -------- | -------- | ------- | -------- |
| Tan Thuan Heng                                        | 100 m gyors            | 58,7     | 7.       | 53.*     | kiesett  | kiesett  | kiesett  | kiesett | kiesett  |
| Tan Thuan Heng                                        | 400 m gyors            | 4:38,2   | 7.       | 36.      |          |          |          | kiesett | kiesett  |
| Tan Thuan Heng                                        | 1500 m gyors           | 18:24,2  | 6.       | 23.      |          |          |          | kiesett | kiesett  |
| Michael Eu                                            | 200 m hát              | 2:35,8   | 7.       | 33.      | kiesett  | kiesett  | kiesett  | kiesett | kiesett  |
| Cheah Tong Kim                                        | 200 m mell             | 2:46,2   | 7.       | 27.      | kiesett  | kiesett  | kiesett  | kiesett | kiesett  |
| Bernard Chan                                          | 200 m pillangó         | 2:26,6   | 6.       | 29.      | kiesett  | kiesett  | kiesett  | kiesett | kiesett  |
| Michael Eu Cheah Tong Kim Bernard Chan Tan Thuan Heng | 4 × 100 m vegyes váltó | 4:29,3   | 7.       | 14.      |          |          |          | kiesett | kiesett  |

Női
| Versenyző    | Versenyszám    | Előfutam | Előfutam | Előfutam | Elődöntő | Elődöntő | Elődöntő | Döntő   | Döntő    |
| Versenyző    | Versenyszám    | Idő      | Hely.    | Össz.    | Idő      | Hely.    | Össz.    | Idő     | Helyezés |
| ------------ | -------------- | -------- | -------- | -------- | -------- | -------- | -------- | ------- | -------- |
| Jovina Tseng | 100 m gyors    | 1:13,9   | 7.       | 43.      | kiesett  | kiesett  | kiesett  | kiesett | kiesett  |
| Jovina Tseng | 400 m gyors    | 5:46,0   | 8.       | 31.      |          |          |          | kiesett | kiesett  |
| Jovina Tseng | 100 m hát      | 1:20,7   | 7.       | 30.      |          |          |          | kiesett | kiesett  |
| Marny Jolly  | 200 m mell     | 3:11,0   | 7.       | 24.      |          |          |          | kiesett | kiesett  |
| Molly Tay    | 100 m pillangó | 1:23,0   | 7.       | 30.      | kiesett  | kiesett  | kiesett  | kiesett | kiesett  |

* - egy másik versenyzővel azonos időt ért el

## Vívás
Férfi
| Versenyző       | Versenyszám       | Csoportkör | Csoportkör | Csoportkör        | Csoportkör | Elődöntő          | Elődöntő          | Elődöntő          | Döntő             | Helyezés    |
| Versenyző       | Versenyszám       | 1. kör | 1. kör     | 2. kör            | 2. kör     | 3. kör            | 4. kör            | 5. kör            | Döntő             | Helyezés    |
| Versenyző       | Versenyszám       | Ellenfél Eredmény | Hely.      | Ellenfél Eredmény | Hely.      | Ellenfél Eredmény | Ellenfél Eredmény | Ellenfél Eredmény | Ellenfél Eredmény | Helyezés    |
| --------------- | ----------------- | --- | ---------- | ----------------- | ---------- | ----------------- | ----------------- | ----------------- | ----------------- | ----------- |
| Ronnie Theseira | Tőr, egyéni       | H. csoport · Haukler István (ROU) · 0-5 · Witold Woyda (POL) · 1-5 · Pasquale La Ragione (ITA) · 0-5 · Tim Gerresheim (EUA) · 0-5 · Brian McCowage (AUS) · 1-5 · Dibier Tamayo (COL) · 2-5                                     | 7.         | kiesett           | kiesett    | kiesett           | kiesett           | kiesett           | kiesett           | helyezetlen |
| Ronnie Theseira | Párbajtőr, egyéni | A. csoport · Hans Lagerwall (SWE) · 2-5 · Bruno Habārovs (URS) · 3-5 · Roland Losert (AUT) · 0-5 · Claudio Polledri (SUI) · 1-5 · John Humphreys (AUS) · 2-5 · Zelmar Casco (ARG) · 1-5 · Kim Mansik (Kim Man-Sig) (KOR) · 3-5 | 8.         | kiesett           | kiesett    | kiesett           | kiesett           | kiesett           | kiesett           | helyezetlen |
| Ronnie Theseira | Kard, egyéni      | B. csoport · Jerzy Pawłowski (POL) · 0-5 · Hámori Jenő (USA) · 0-5 · Cesare Salvadori (ITA) · 0-5 · Octavian Vintilă (ROU) · 0-5 · Jan Boutmy (AHO) · 1-5 · Nguyễn The Loc (VIE) · 4-5                                         | 7.         | kiesett           | kiesett    | kiesett           | kiesett           |                   | kiesett           | helyezetlen |